# Pont de la Beaujoire
Le pont de la Beaujoire est un pont situé à Nantes, une vingtaine de mètres en amont du pont de la Jonelière, permettant à la N 844 (nommé sur ce tronçon « boulevard Alexander-Fleming ») et faisant partie du périphérique nantais, de traverser l'Erdre.
Il a été construit en béton précontraint, les travaux de construction ont débuté en janvier 1975, pour se terminer en mars 1977.